# أرنب البحر القزم
أرنب البحر القزم أو أرانب البحر القزم، هي نوع من أرانب البحر، رخوي بطني القدم البحري من عائلة أرانب البحر.

## الإنتشار
لطالما كان يُنظر إلى أرنب البحر القزم على أنه من أنواع الأرانب البحرية شبه الاستوائية، ولكن عام 2019 حصر اسم أرنب البحر القزم على التي تتواجد في المياه الاستوائية في شمال غرب المحيط الأطلسي، مع تواجدها في شرق المحيط الهادئ.

## الوصف
أرنب البحر القزم مستدير الجسم وذو بشرة ناعمة مع امتدادات نحيفة للرأس تشبه آذان الأرانب. توجد طيات شبيهة بالجناح (قدم جانبية) تمتد من الجسم، لونها بني إلى كستنائي أو زيتوني اللون وقد تكون مغطاة بمجموعات من البقع البيضاء. أقصى طول مسجل لهذا الحيوان هو 60 ملم.

## البيئة
الحد الأدنى للعمق المسجل لهذا النوع هو 0.5 متر؛ أقصى عمق مسجل هو 30 م. يحدث عادةً في أقل من 5 أمتار من الماء، ولكنه يوجد أحيانًا في المياه التي يصل عمقها إلى 24 مترًا.
هذا النوع من الحيوانات العاشبة، ويتغذى على أنواع مختلفة من الطحالب. كتلة بيضها عبارة عن كتلة متشابكة من خيوط برتقالية أو خضراء أو بنية لزجة توجد تحت الصخور أو بين الطحالب.